# 奥地利自由党
奧地利自由黨（德語：Freiheitliche Partei Österreichs，縮寫為FPÖ）是奧地利的一個右翼民粹主義政黨，於1956年4月7日在維也納成立。其前身為「無黨聯盟」。
該黨在奧地利國民議會、全部九個州議會（2017年）和許多地方議會中擁有席位。黨名中的「自由」一詞的涵義並不是通常的古典自由主義，而是民族自由主義。該黨的反移民及反歐盟的立場雖被認為是極右派政黨，但並非具新納粹及法西斯主義的特質。現任主席為赫伯特·基克尔。
1983年至1986年，自由黨支持社會民主黨的聯合政府。1999年的大選，自由黨與人民黨組建聯合政府至2007年。在2008年9月3日進行的奧地利國民議會選舉中，自由黨成為國民議會第三大黨及最大反對黨。

## 歷史

### 起源
起源自「無黨聯盟」，當時許多前納粹黨份子在1945年戰後第一次國民議會選舉中無選舉權時，很多前大德意志人民黨黨員、前鄉村同盟成員以及戰後年輕一代，希望聯合組成第三勢力，力圖挑戰中左翼社會民主黨和中右翼人民黨兩大主流中間派政黨的強勢地位。該聯盟因成員成分複雜，始終處於思想不能統一、不斷有成員退出的鬆散狀態，直到聯盟最終解體也沒有成為一個真正意義上的政黨。
由於多次在選戰中落敗以及持續不斷的內鬨，聯盟最終於1956年解散，自由黨成立。自由黨首任黨主席為前黨衛軍旅長安東·萊恩特哈勒（Anton Reinthaller），由於他長期擔任國家社會主義（納粹）運動骨幹，於1950年至1953年被逮捕並監禁。1930年代，萊恩特哈勒作為當時奧地利非法組織——奧地利法西斯（該組織為德國納粹黨的成員）的成員，支持納粹黨的德國與奧地利合併政策。1938年在阿圖爾·賽斯-英夸特的「合併派」內閣中任農業部長，後任帝國議會議員（至1945年）。在就職演說中，他明確表示：「國家的不二信仰是歸屬於日爾曼民族！」他曾多次強調奧地利日爾曼居民與德國合併的願望。

### 早年溫和路線
自由黨成立初期，只有6%的民意支持度，甚至低於其前身「無黨聯盟」。自由黨作為無足輕重的政治力量，時而投靠中左翼的社會民主黨或中右翼的人民黨。
1970年自由黨在時任黨主席弗雷德里希·皮特（Friedrich Peter，前黨衛隊高階將領）的帶領下，同意與社會黨（今社民黨）合作，加入少數政府，直至1971年新的國民議會選舉開始，結束人民黨的主導局面。作為對自由黨的回報，社會黨推動通過了旨在減輕對小黨歧視的新選舉法，改革原有比例代表制的選舉制度。
1980年的自由黨代表大會上，自由主義派的政治路線獲得通過。1983年國民議會選舉，自由黨雖然只獲得該黨歷史上最低的得票率5%，卻因為黨主席諾爾伯特·史提格成為副總理，第一次參與社會黨領導的多數聯合政府。史提格致力於本黨的自由主義願景並努力發展新的選民群體。
儘管如此，自由黨的日爾曼民族主義仍然根深蒂固，前自由黨籍國防部長弗雷德海姆·弗里申施拉格（Friedhelm Frischenschlager）以及前自由黨籍法務部長哈拉德·歐弗納（Harald Ofner）都曾公開做出強烈的日爾曼民族主義表態。（1980年代奧地利新納粹非法政黨國家民主黨主席諾伯特·布爾格（Norbert Burger）曾說過：「歐弗納與我們的理念完全一致，努力方向也沒有任何差別，並不是因為他是國家民主黨成員，而是因為他是一個真正的日爾曼人。」）

### 海德爾時期
1986年12月13日，極右派具民族主義傾向的約爾格·海德爾於在因斯布魯克進行的自由黨代表大會上，成功擊敗對手諾爾伯特·史提格成為新任黨主席。社會黨因此停止了與自由黨的聯盟關係，轉而重新與人民黨合作。
此前自由黨以知識階層為核心，海德爾後推進自由黨轉化。因此，自由黨在維也納傳統的社會主義工人社區Simmering以及Favoriten贏得了新的選民群體。海德爾不斷在文宣及口號中猛烈抨擊奧地利內外政治的策略獲得成功。他喜歡以推動公投為工具，鼓吹右翼平民主義及民粹主義訴求為手段來公開宣揚國家社會主義。
1993年，自由黨的「奧地利優先」公民投票提議造成了該黨的第一次分裂。以海德·施密特（Heide Schmit）為首的5名自由黨籍議員在同海德爾激烈爭吵後聲明退出自由黨，另行組建新政黨——自由論壇（Liberale Forum），至1999年該黨在國民議會中擁有代表權。由於自由派的出走，自由黨於1993年退出國際自由聯盟，自由黨在該聯盟中的成員資格遂由自由論壇取代。

### 人民黨聯合政府時期
儘管自由黨發生了分裂，但一直作為反對黨的自由黨在奧地利1995年加入歐盟後，卻出現了速度驚人的飆升，在1999年的國民議會選舉中，自由黨獲得52席，取得與人民黨相同的議席，以26.9%的得票率成為國會第二大黨。人民黨決定結束與社會民主黨多年的合作關係，自由黨同人民黨組成右翼聯合政府，人民黨主席沃爾夫岡·許塞爾出任總理，自由黨籍的蘇珊娜·里斯-帕瑟爾（Susanne Riess-Passer）成為副總理。
自由黨參與人民黨領導的聯合政府遭到了非常猛烈的批評，奧地利有名為「星期四集會」的組織成立來反對這個聯合政府，其餘14個歐盟國家共同對奧地利進行經濟制裁，最終人民黨向歐盟妥協，確保人民黨對政府內閣的主導權，減少自由黨的內閣數目。
由於政府成員中的人民黨、自由黨內自由派代表和沒有公職的黨主席海德爾及擁護者之間的矛盾無法調和，2002年秋天，自由黨籍的2名閣員蘇珊娜·里斯-帕瑟爾、卡爾-海因茨·格拉瑟爾（Karl-Heinz Grasser）以及自由黨黨團總召集人皮特·維斯騰哈勒爾（Peter Westenthaler）辭職。這也導致了隨後的國民議會提前舉行選舉。
在2002年11月的國民議會選舉中，自由黨僅以10.01%的得票率獲得18個議會席位，議席大幅減少，僅僅微幅領先綠黨，列第三位。這次選舉的贏家是自由黨的合作夥伴人民黨，人民黨在三十多年後取代社民黨成為第一大黨。人民黨42.3%的得票率確保了兩黨可以繼續合作組閣。選後，兩黨為聯合組閣進行了長時間的談判。最終，自由黨在赫爾伯特·郝普特（Herbert Haupt）的領導下與人民黨再次達成合作協議，自由黨過低的得票率使其不得不在政府職務分配問題上做出更實質性的讓步。
特別的是，在國民議會第二個會議期內，自由黨經常由於「突然改變主意」而受到指責，就是說，自由黨在人民黨的壓力下偏離既定目標。黨內在災難性的選舉結果出現後，開始了一場牽涉面廣泛的路線鬥爭（直至凱恩騰州議會選舉後才宣告結束），結果造成赫爾伯特·郝普特請辭副總理，改由胡伯特·高爾巴赫（Hubert Gorbach）繼任（郝普特改任社會部長並繼續充當名義上的黨魁）。
在2004年歐洲議會選舉中，自由黨在全國範圍內選票大幅下降。其支持率由1999年的23.4%下降為6.3%。與此同時，自由黨獲得的唯一一個議席被安德雷阿斯·梅爾策（Andreas Mölzer）利用黨內事先安排的第一順位優先權獲得，而自由黨首席候選人漢斯·克隆柏格（Hans Kronberger）卻因此落選。克隆柏格因此向憲法法庭提出訴訟，要求法院判決梅爾策的議席由他獲得，終因無正當論據而敗訴。梅爾策被視為黨內日爾曼民族主義派代表。歐盟議會選舉結束後，赫爾伯特·郝普特被迫請辭黨主席。在2004年7月3日舉行的自由黨特別代表大會上烏爾蘇拉·哈布納以79%的得票率當選新主席。她的高票當選是自1986年乃弟約爾格·海德爾同爾伯特·史提格競選黨主席之後自由黨高層人士少見的意見統一。
2005年4月4日自由黨的矛盾總暴發，時任黨主席烏爾蘇拉·哈布納、副總理胡伯特·高爾巴赫、議會黨團總召集人赫爾伯特·施雷伯納（Herbert Scheibner）以及肯特州長約爾格·海德爾共同轉入新成立的奧地利未來同盟，自由黨的前景充滿變數。黨內日常事務由資格最老的自由黨理事會成員——維也納黨團總召希碼爾·卡巴斯（Hilmar Kabas）暫時代理。
2005年4月23日，海因茨-克里斯狄安·史特拉赫當選新任主席。他在這次在薩爾茲堡舉行的黨代會上獲得了90.1%的支持率。這位新主席以競選活動中極端排外的形象引人注目。他的競選海報「維也納不能成為伊斯坦堡」（Wien darf nicht Istanbul werden!）及「用德語取代聽不懂的玩意兒（Deutsch statt 'nix verstehen'）」等清晰地體現了他的政治理念，並引起極大爭議。秘書長赫伯特·基克尔是史特拉赫的主要幕僚，全權負責競選活動的策劃。
大部分州黨部在分裂後繼續支持自由黨。惟獨海德爾領導的肯特自由黨整體轉向未來同盟。施泰恩凱勒內爾（Steinkellner）領導下的上奧地利州黨部開始以「上奧地利自由黨」（Freiheitliche Partei Oberösterreichs（FPOÖ））的名義獨立運作，2005年9月施泰恩凱勒內爾離職之後，重新與自由黨中央協商歸隊事宜，並於2006年2月達成協議。福拉爾貝格的自由黨黨部同樣宣佈獨立於自由黨以及未來同盟，但於2006年初重新回歸自由黨旗下。薩爾茲堡、下奧地利以及布根蘭的自由黨州議會黨團整體擁護黨中央領導。在維也納及史泰爾馬克，自由黨州議會黨團在未來統盟成立後不久便解散。在提洛，黨籍議員首先轉投未來同盟，隨後成立獨立於自由黨和未來同盟的「自由派議會黨團」。
2005年10月2日進行的史泰爾馬克州議會選舉中，自由黨以微小的差距而未能獲得席位。這是自由黨分裂以後進行的首次選舉。史泰爾馬克也因此成為了唯一一個自由黨同未來同盟都沒有議會席位的州。2005年10月9日進行的布根蘭州議會選舉中，自由黨的得票率減半，席位從原有的4席滑落到2席，未來同盟沒能進入布根蘭州議會。
2005年10月23日進行的維也納市議會選舉中，自由黨由首席候選人史特拉赫領軍，獲得了14.9%的得票率，超過了選前預期，而未來同盟則僅獲得1.2%的選票，未能跨過最低門檻，從而落選市議會。

### 成為反對黨
2006年國民議會選舉後，社民黨重新成為第一大黨，人民黨議席減少，最終社民黨與人民黨組建大聯合政府。自由黨成為反對黨。
2008年，前黨主席海德爾車禍去世。海因茨-克里斯狄安·史特拉赫其後些微調整自由黨的路線，同年提前舉行的國民議會選舉，自由黨大勝，議席大增至34席，成為第三大黨社民黨與人民黨皆遭遇歷來最差的成绩，最終兩黨同意繼續組建大聯合政府。自由黨成為最大反對黨。
2010年10月10日举行的维也纳市议会选举中，自由党首席候选人史特拉赫获得了27.1%的选票，超过了选前自由党所预期的20%的目标，比上一届市议会提升了12.2%个百分点。这使得自由党取代了人民党（得票率为13.2%，下跌了5.5%）成为了维也纳市议会的第二大党。自由党在维也纳市议会的席位上升到了29个（维也纳市议会共计100个席位）。而且值得关注的是，其他政党如社民党、人民党、绿党的选票都比之前有所下降。社民党更是丧失掉了维也纳市议会的绝对多数优势，遭遇了自1996年以来的最差成绩。自由党则获得了建党以来最好的成绩，而且之前结束的其他各州选举，自由党都出乎意料的获得了较高选票。究其原因，欧盟东扩之后随之而来的移民问题，希腊等国在经济危机中对欧元的冲击和自由党一改往日激进的排外宣传口号；拉拢已经取得奥地利国籍的老移民，将排外的矛头瞄准了还没有获得国籍的新移民及非欧洲族裔等是这次其在维也纳选举获得较好成绩的原因。且根据新的奥地利选举法，选举人的最低年龄降到了16岁，而因为担心外来移民所带来的就业压力，根据一些媒体的调查，青少年人中自由党有约4成的支持率。但尽管如此，自由党由于其固有的政治理念，不受其他政党欢迎，因此无法联合组阁。
2013年國民議會選舉，自由黨繼續勝利，議席增至40席，聯合政府社民黨與人民黨再次遭遇歷來最差的成績，兩黨的選舉結果強差人異，議席合共僅過半數，最終兩黨同意維持組建大聯合政府。自由黨成為最大反對黨。

### 伊維薩事件
因為伊維薩事件醜聞，導致奧地利執政聯盟於2019年5月18日瓦解，並宣布提前舉行大選。該黨主席兼副總理在案發後辭去職務。而奧地利人民黨總理也在不久之後因為不信任动议被解除職務。

### 後伊維薩時代
在2024年奧地利議會選舉中，自由黨的支持率從16%增加到29.2%，排名第一，該黨取得史上的最佳成績。

## 選舉表現

### 國民議會
| 選舉年 | 得票      | 得票率 | 議席     | 是否加入政府           |
| ------ | --------- | ------ | -------- | ---------------------- |
| 1956   | 283,749   | 6.5%   | 6 / 165  | 在野黨                 |
| 1959   | 336,110   | 7.7%   | 8 / 165  | 在野黨                 |
| 1962   | 313,895   | 7.0%   | 8 / 165  | 在野黨                 |
| 1966   | 242,570   | 5.4%   | 6 / 165  | 在野黨                 |
| 1970   | 253,425   | 5.5%   | 6 / 165  | 與社會黨組成少數派政府 |
| 1971   | 248,473   | 5.5%   | 10 / 183 | 在野黨                 |
| 1975   | 249,444   | 5.4%   | 10 / 183 | 在野黨                 |
| 1979   | 286,743   | 6.1%   | 11 / 183 | 在野黨                 |
| 1983   | 241,789   | 5.0%   | 12 / 183 | 與社會黨組成聯合政府   |
| 1986   | 472,205   | 9.7%   | 18 / 183 | 在野黨                 |
| 1990   | 782,648   | 16.6%  | 33 / 183 | 在野黨                 |
| 1994   | 1,042,332 | 22.5%  | 42 / 183 | 在野黨                 |
| 1995   | 1,060,175 | 21.9%  | 41 / 183 | 在野黨                 |
| 1999   | 1,244,087 | 26.9%  | 52 / 183 | 與人民黨組成聯合政府   |
| 2002   | 491,328   | 10.0%  | 18 / 183 | 與人民黨組成聯合政府   |
| 2006   | 519,598   | 11.0%  | 21 / 183 | 在野黨                 |
| 2008   | 857,028   | 17.5%  | 34 / 183 | 在野黨                 |
| 2013   | 962,313   | 20.5%  | 40 / 183 | 在野黨                 |
| 2017   | 1,316,442 | 26.0%  | 51 / 183 | 與人民黨組成聯合政府   |
| 2019   | 772,666   | 16.2%  | 31 / 183 | 在野黨                 |
| 2024   | 1,403,497 | 28.9%  | 57 / 183 | 在野黨                 |

### 歐洲議會
| 選舉年 | 得票      | 得票率 | 議席 |
| ------ | --------- | ------ | ---- |
| 1996   | 1,044,604 | 27.5%  | 6    |
| 1999   | 655,519   | 23.4%  | 5    |
| 2004   | 157,722   | 6.3%   | 1    |
| 2009   | 364,207   | 12.7%  | 2    |
| 2014   | 556,835   | 19.7%  | 4    |
| 2019   | 650,114   | 17.2%  | 3    |

## 外部連結
- 官方網站（页面存档备份，存于）